# Neuratelia sintenisi
Neuratelia sintenisi är en tvåvingeart som beskrevs av Paul Lackschewitz 1937. Neuratelia sintenisi ingår i släktet Neuratelia och familjen svampmyggor. Enligt den finländska rödlistan är arten nära hotad i Finland. Arten är reproducerande i Sverige. Artens livsmiljö är naturlundskogar. Inga underarter finns listade i Catalogue of Life.